# Comuna Nistorești, Vrancea
Nistorești este o comună în județul Vrancea, Moldova, România, formată din satele Bâtcari, Brădetu, Făgetu, Nistorești (reședința), Podu Șchiopului, Românești, Ungureni, Valea Neagră și Vetrești-Herăstrău.

## Etimologie
Numele comunei provine de la numele unuia dintre feciorii Babei Tudora Vrâncioaia, pe care îl chema Nistor. Domnitorul Ștefan cel Mare, în semn de recunoștință pentru faptul că Baba Tudora Vrâncioaia și feciorii săi, l-au ajutat în războaiele cu turcii, i-a dat cadou teritoriul comunei, formându-se comuna Nistorești, derivat de la feciorul Nistor.

## Așezare
Comuna se află în zona montană din extremitatea vestică a județului, la limita cu județul Covasna, pe valea râului Năruja.

## Transport
Comuna este deservită de șoseaua județeană DJ205M, care o leagă spre est de Năruja.

## Istorie
La sfârșitul secolului al XIX-lea, comuna făcea parte din plaiul Vrancea al județului Putna și era formată din satele Bătcari, Găinari, Nistorești, Ogoarele, Rebegari și Românești, cu 1402 locuitori ce trăiau în 253 de case. În comună funcționau cinci mori de apă, o pivă și o biserică. La acea vreme, pe teritoriul actual al comunei mai funcționa în aceeași plasă și comuna Herăstrău, formată din satele Herăstrău, Podu Șchiopului, Ungureni și Vetrești, având în total 517 locuitori ce trăiau în 142 de case. În această comună funcționau o biserică și o școală mixtă cu 19 elevi.
Anuarul Socec din 1925 consemnează cele două comune în aceeași plasă. Comuna Nistorești avea aceeași compoziție și 1064 de locuitori, iar comuna Herăstrău avea 580 de locuitori în cele patru sate ale ei.
În 1950, comunele au fost arondate raionului Năruja din regiunea Putna, iar în 1952 raionului Focșani din regiunea Bârlad și apoi (după 1956) din regiunea Galați. În 1968, comunele au trecut la județul Vrancea, iar comuna Herăstrău a fost desființată, satele ei trecând în administrarea comunei Nistorești. Tot atunci, satul Ogoarele a fost desființat și inclus în satul Nistorești.

## Demografie
Componența etnică a comunei Nistorești
     Români (95,43%)
     Alte etnii (4,57%)
Componența confesională a comunei Nistorești
     Ortodocși (95,05%)
     Alte religii (0,43%)
     Necunoscută (4,51%)
Conform recensământului efectuat în 2021, populația comunei Nistorești se ridică la 1.840 de locuitori, în scădere față de recensământul anterior din 2011, când fuseseră înregistrați 1.917 locuitori. Majoritatea locuitorilor sunt români (95,43%). Din punct de vedere confesional, majoritatea locuitorilor sunt ortodocși (95,05%), iar pentru 4,51% nu se cunoaște apartenența confesională.

## Politică și administrație
Comuna Nistorești este administrată de un primar și un consiliu local compus din 11 consilieri. Primarul, Teodor Dobre[*], de la Partidul Social Democrat, este în funcție din octombrie 2020. Începând cu alegerile locale din 2024, consiliul local are următoarea componență pe partide politice:
|  | Partid                          | Consilieri | Componența Consiliului | Componența Consiliului | Componența Consiliului | Componența Consiliului | Componența Consiliului | Componența Consiliului | Componența Consiliului | Componența Consiliului |
|  | ------------------------------- | ---------- | ---------------------- | ---------------------- | ---------------------- | ---------------------- | ---------------------- | ---------------------- | ---------------------- | ---------------------- |
|  | Partidul Social Democrat        | 8          |                        |                        |                        |                        |                        |                        |                        |                        |
|  | Alianța pentru Unirea Românilor | 2          |                        |                        |                        |                        |                        |                        |                        |                        |
|  | Partidul Național Liberal       | 1          |                        |                        |                        |                        |                        |                        |                        |                        |

## Monumente istorice

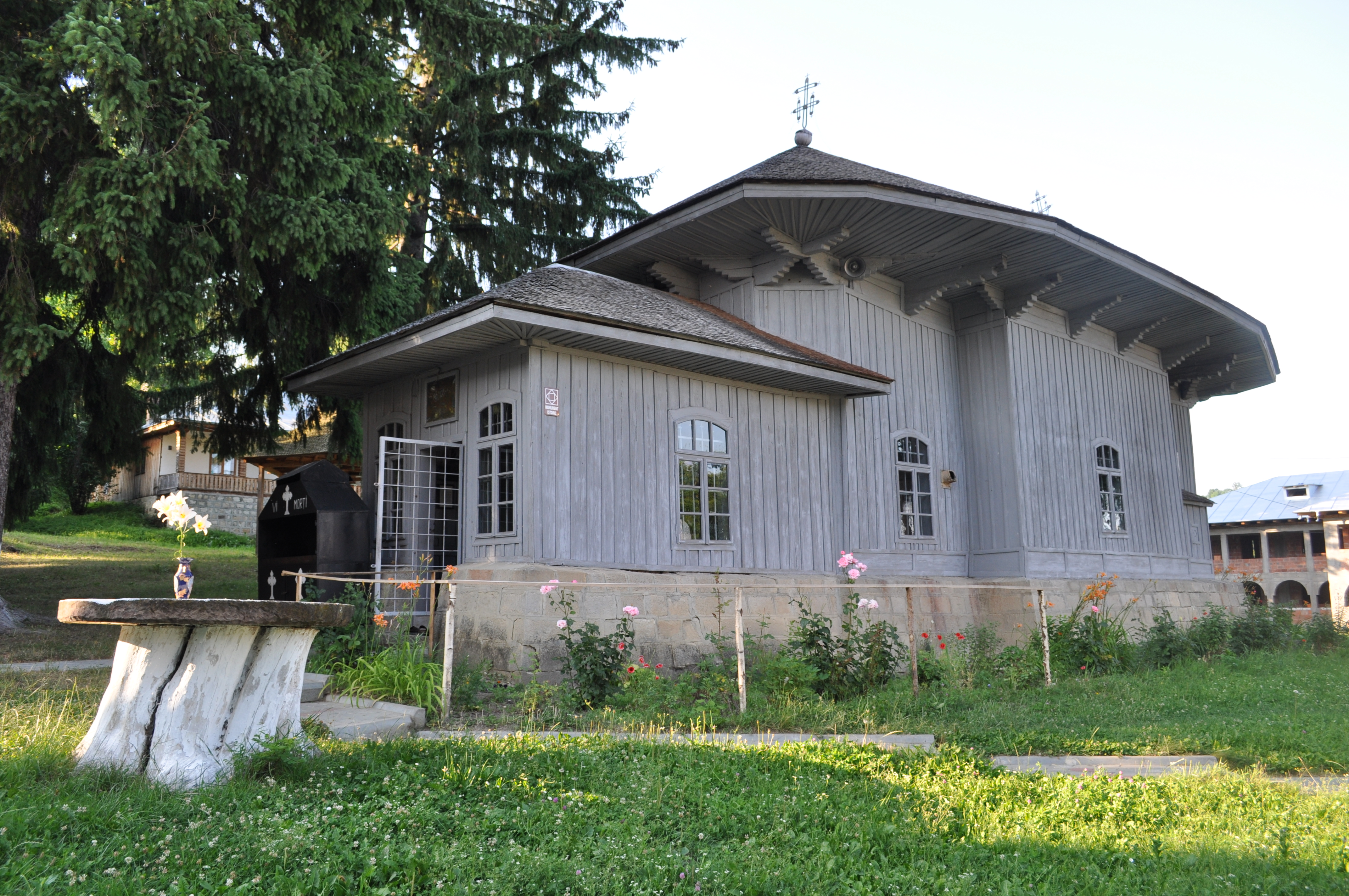
Biserica „Adormirea Maicii Domnului” de la schitul Valea Neagră, monument istoric de arhitectură de interes național din comuna Nistorești

În comuna Nistorești se află schitul Valea Neagră, monument istoric de arhitectură de interes național. Ansamblul datează din anii 1755–1757 și cuprinde biserica „Adormirea Maicii Domnului” și turnul clopotniță.
În rest, alte două obiective din comună sunt incluse în lista monumentelor istorice din județul Vrancea ca monumente de interes local, ambele fiind clasificate drept monumente de arhitectură. Unul este biserica de lemn „Sfinții Voievozi” din satul Vetrești-Herăstrău, datând din secolul al XVIII-lea, iar celălalt este biserica de lemn „Sfântul Nicolae” din satul Nistorești, construită în aceeași perioadă.

## Tradiții și obiceiuri
Nistoreștiul este una dintre comunele în care cimpoiul, a devenit tradiție românească. Cimpoaiele din localitate sunt confecționate de singurul meșter popular din localitate, Ion Stanciu (născut în satul Românești). Acesta vinde cimpoaie cu prețuri între 300 și 400 de lei în localitate. Cimpoiul tradițional este alcătuit din burduf, suflătoare, carafa și bâzoiul.

## Vezi și
- Biserica de lemn din Schitul Valea Neagră
- Biserica de lemn din Nistorești, Vrancea
- Cascada Mișina (sit de importanță comunitară)
- Munții Vrancei (arie de protecție specială avifaunistică).
- Pădurea Verdele (sit de importanță comunitară)
- Putna - Vrancea (sit de importanță comunitară)